# The One Thing (álbum)
The One Thing es el nombre del octavo álbum de estudio grabado por el cantautor estadounidense Michael Bolton. Fue lanzado al mercado bajo el sello discográfico Columbia Records el 16 de noviembre de 1993, donde se desprende el sencillo más exitoso: "Said I Loved You... But I Lied".

## Lista de canciones
1. Said I Loved You... But I Lied (Michael Bolton, Robert John "Mutt" Lange) - 5:00
2. I'm Not Made of Steel (Bolton, Diane Warren, Lange) - 5:13
3. The One Thing (Bolton, Warren, Desmond Child) - 5:11
4. Soul of My Soul (Bolton, Warren, Walter Afanasieff) - 5:42
5. Completely (Warren) - 4:25
6. Lean on Me (Bill Withers) - 5:20
7. Ain't Got Nothing If You Ain't Got Love (Bolton, Lange) - 5:04
8. A Time For Letting Go (Bolton, Warren) - 5:38
9. Never Get Enough of Your Love (Bolton, Warren, Afanasieff) - 5:06
10. In the Arms of Love (Bolton, Warren, Child) - 4:47
11. The Voice of My Heart (bonus track on UK version) (Bolton, Lange, Warren, Child) - 4:47

- Datos: Q1983831